# Kolarstwo na Letnich Igrzyskach Olimpijskich 1992
Kolarstwo na Letnich Igrzyskach Olimpijskich 1992 w Barcelonie rozgrywane było w dniach 26 - 31 lipca. W zawodach wzięło udział 451 kolarzy z 76 krajów. Na igrzyskach tych zadebiutował wyścig na 3 km na dochodzenie kobiet. Reprezentacja Polski nie zdobyła żadnego medalu. Długość indywidualnego wyścigu szosowego wynosiła 81 km dla kobiet i 194,4 km dla mężczyzn.

## Medaliści
| Konkurencja                             | Złoto                                                                    | Srebro                                                                      | Brąz                                                                                   |
| Klasyfikacja kobiet                     |                                                                          |                                                                             |                                                                                        |
| kolarstwo szosowe                       |                                                                          |                                                                             |                                                                                        |
| Wyścig indywidualny ze startu wspólnego | Kathy Watt                                                               | Jeannie Longo                                                               | Monique Knol                                                                           |
| kolarstwo torowe                        |                                                                          |                                                                             |                                                                                        |
| Sprint                                  | Erika Salumäe                                                            | Annett Neumann                                                              | Ingrid Haringa                                                                         |
| Wyścig indywidualny na dochodzenie      | Petra Rossner                                                            | Kathy Watt                                                                  | Rebecca Twigg                                                                          |
| Klasyfikacja mężczyzn                   |                                                                          |                                                                             |                                                                                        |
| kolarstwo szosowe                       |                                                                          |                                                                             |                                                                                        |
| Wyścig indywidualny ze startu wspólnego | Fabio Casartelli                                                         | Erik Dekker                                                                 | Dainis Ozols                                                                           |
| Drużynowa jazda na czas                 | Niemcy · Bernd Dittert · Christian Meyer · Uwe Peschel · Michael Rich    | Włochy · Flavio Anastasia · Luca Colombo · Gianfranco Contri · Andrea Peron | Francja · Hervé Boussard · Didier Faivre-Pierret · Philippe Gaumont · Jean-Louis Harel |
| kolarstwo torowe                        |                                                                          |                                                                             |                                                                                        |
| Sprint                                  | Jens Fiedler                                                             | Gary Neiwand                                                                | Curt Harnett                                                                           |
| Wyścig drużynowy na dochodzenie         | Niemcy · Michael Glöckner · Jens Lehmann · Stefan Steinweg · Guido Fulst | Australia · Brett Aitken · Stephen McGlede · Shaun O’Brien · Stuart O’Grady | Dania · Ken Frost · Jimmi Madsen · Jan Bo Petersen · Klaus Kynde Nielsen               |
| Wyścig indywidualny na dochodzenie      | Chris Boardman                                                           | Jens Lehmann                                                                | Gary Anderson                                                                          |
| 1 km na czas                            | José Manuel Moreno                                                       | Shane Kelly                                                                 | Erin Hartwell                                                                          |
| Wyścig punktowy                         | Giovanni Lombardi                                                        | Léon van Bon                                                                | Cédric Mathy                                                                           |

### Kolarstwo szosowe

#### Kobiety

##### Indywidualny wyścig ze startu wspólnego
| Miejsce | Państwo           | Zawodniczka         | Czas      |
| ------- | ----------------- | ------------------- | --------- |
| 1.      | Australia         | Kathy Watt          | 2:04:42 h |
| 2.      | Francja           | Jeannie Longo       | +0:20 min |
| 3.      | Holandia          | Monique Knol        | +0:21 min |
| 4.      | WNP               | Natalija Kyszczuk   | +0:21 min |
| 5.      | Norwegia          | Monica Valvik-Valen | +0:21 min |
| 6.      | Stany Zjednoczone | Jeanne Golay        | +0:21 min |
| 7.      | Australia         | Kathleen Shannon    | +0:21 min |
| 8.      | Szwajcaria        | Luzia Zberg         | +0:21 min |

#### Mężczyźni

##### Indywidualny wyścig ze startu wspólnego
| Miejsce | Państwo  | Zawodnik            | Czas      |
| ------- | -------- | ------------------- | --------- |
| 1.      | Włochy   | Fabio Casartelli    | 4:35:21 h |
| 2.      | Holandia | Erik Dekker         | +0:01 min |
| 3.      | Łotwa    | Dainis Ozols        | +0:03 min |
| 4.      | Niemcy   | Erik Zabel          | +0:35 min |
| 5.      | Estonia  | Lauri Aus           | +0:35 min |
| 6.      | Polska   | Andrzej Sypytkowski | +0:35 min |
| 7.      | Francja  | Sylvain Bolay       | +0:35 min |
| 8.      | Łotwa    | Arvis Piziks        | +0:35 min |

##### Drużynowa jazda na czas
| Miejsce | Państwo        | Zawodnik                                                                    | Czas      |
| ------- | -------------- | --------------------------------------------------------------------------- | --------- |
| 1.      | Niemcy         | Bernd Dittert Christian Meyer Uwe Peschel Michael Rich                      | 2:01:39 h |
| 2.      | Włochy         | Flavio Anastasia Luca Colombo Gianfranco Contri Andrea Peron                | 2:02:39 h |
| 3.      | Francja        | Hervé Boussard Didier Faivre-Pierret Philippe Gaumont Jean-Louis Harel      | 2:05:25 h |
| 4.      | WNP            | Igor Dzjuba Ołeh Hałkin Igor Pastuchowicz Igor Patienko                     | 2:05:34 h |
| 5.      | Hiszpania      | Miguel Fernández Álvaro González de Galdeano Eleuterio Mancebo David Plaza  | 2:06:11 h |
| 6.      | Polska         | Grzegorz Piwowarski Andrzej Sypytkowski Dariusz Baranowski Marek Leśniewski | 2:06:34 h |
| 7.      | Szwajcaria     | Thomas Boutellier Roland Meier Beat Meister Theodor Rinderknecht            | 2:06:35 h |
| 8.      | Czechosłowacja | Jaroslav Bílek Miroslav Lipták Pavel Padrnos František Trkal                | 2:06:44 h |

### Kolarstwo torowe

#### Kobiety

##### Sprint
| Miejsce | Państwo  | Zawodniczka       |
| ------- | -------- | ----------------- |
| 1.      | Estonia  | Erika Salumäe     |
| 2.      | Niemcy   | Annett Neumann    |
| 3.      | Holandia | Ingrid Haringa    |
| 4.      | Francja  | Félicia Ballanger |
| 5.      | WNP      | Galina Jeniuchina |
| 6.      | Kanada   | Tanya Dubnicoff   |
| 7.      | Japonia  | Mika Kuroki       |
| 8.      | Chiny    | Wang Yan          |

##### Wyścig indywidualny na dochodzenie
| Miejsce | Państwo           | Zawodniczka            |
| ------- | ----------------- | ---------------------- |
| 1.      | Niemcy            | Petra Rossner          |
| 2.      | Australia         | Kathy Watt             |
| 3.      | Stany Zjednoczone | Rebecca Twigg          |
| 4.      | Dania             | Hanne Malmberg         |
| 5.      | Francja           | Jeannie Longo          |
| 6.      | WNP               | Swietłana Samochwałowa |
| 7.      | Finlandia         | Tea Vikstedt-Nyman     |
| 8.      | Holandia          | Leontien van Moorsel   |

#### Mężczyźni

##### Sprint
| Miejsce | Państwo           | Zawodnik           |
| ------- | ----------------- | ------------------ |
| 1.      | Niemcy            | Jens Fiedler       |
| 2.      | Australia         | Gary Neiwand       |
| 3.      | Kanada            | Curt Harnett       |
| 4.      | Włochy            | Roberto Chiappa    |
| 5.      | Stany Zjednoczone | Ken Carpenter      |
| 6.      | Argentyna         | José Lovito        |
| 7.      | WNP               | Nikołaj Kowsz      |
| 8.      | Hiszpania         | José Manuel Moreno |

##### Wyścig drużynowy na dochodzenie
| Miejsce | Państwo         | Zawodnik                                                               |
| ------- | --------------- | ---------------------------------------------------------------------- |
| 1.      | Niemcy          | Michael Glöckner Jens Lehmann Stefan Steinweg Guido Fulst              |
| 2.      | Australia       | Brett Aitken Stephen McGlede Shaun O’Brien Stuart O’Grady              |
| 3.      | Dania           | Ken Frost Jimmi Madsen Jan Bo Petersen Klaus Kynde Nielsen             |
| 4.      | Włochy          | Ivan Beltrami Ivan Cerioli Fabrizio Trezzi Giovanni Lombardi           |
| 5.      | Wielka Brytania | Chris Boardman Paul Jennings Bryan Steel Glen Sword                    |
| 6.      | WNP             | Walerij Batura Ołeksandr Honczenkow Dmitrij Nielubin Nikołaj Kuzniecow |
| 7.      | Nowa Zelandia   | Gary Anderson Nigel Donnelly Stuart Williams Carlos Marryatt           |
| 8.      | Czechosłowacja  | Svatopluk Buchta Rudolf Juřícký Jan Panáček Pavel Tesař                |

##### Wyścig indywidualny na dochodzenie
| Miejsce | Państwo         | Zawodnik           |
| ------- | --------------- | ------------------ |
| 1.      | Wielka Brytania | Chris Boardman     |
| 2.      | Niemcy          | Jens Lehmann       |
| 3.      | Nowa Zelandia   | Gary Anderson      |
| 4.      | Australia       | Mark Kingsland     |
| 5.      | Francja         | Philippe Ermenault |
| 6.      | Belgia          | Cédric Mathy       |
| 7.      | Hiszpania       | Adolfo Alperi      |
| 8.      | Włochy          | Ivan Beltrami      |

##### 1 km na czas
| Miejsce | Państwo           | Zawodnik           | Czas       |
| ------- | ----------------- | ------------------ | ---------- |
| 1.      | Hiszpania         | José Manuel Moreno | 1:03.342 h |
| 2.      | Australia         | Shane Kelly        | 1:04.288 h |
| 3.      | Stany Zjednoczone | Erin Hartwell      | 1:04.753 h |
| 4.      | Niemcy            | Jens Glücklich     | 1:04.798 h |
| 5.      | Włochy            | Adler Capelli      | 1:05.065 h |
| 6.      | Francja           | Frédéric Lancien   | 1:05.157 h |
| 7.      | Nowa Zelandia     | Jon Andrews        | 1:05.240 h |
| 8.      | Trynidad i Tobago | Gene Samuel        | 1:05.485 h |

##### Wyścig punkotwy
| Miejsce | Państwo        | Zawodnik          |
| ------- | -------------- | ----------------- |
| 1.      | Włochy         | Giovanni Lombardi |
| 2.      | Holandia       | Léon van Bon      |
| 3.      | Belgia         | Cédric Mathy      |
| 4.      | Nowa Zelandia  | Glenn McLeay      |
| 5.      | Czechosłowacja | Lubor Tesař       |
| 6.      | Francja        | Éric Magnin       |
| 7.      | Niemcy         | Guido Fulst       |
| 8.      | Szwajcaria     | Andreas Aeschbach |

## Klasyfikacja medalowa
| #   | Reprezentacja     | Złoto | Srebro | Brąz | Razem |
| --- | ----------------- | ----- | ------ | ---- | ----- |
| 1.  | Niemcy            | 4     | 2      | 0    | 6     |
| 2.  | Włochy            | 2     | 1      | 0    | 3     |
| 3.  | Australia         | 1     | 4      | 0    | 5     |
| 4.  | Estonia           | 1     | 0      | 0    | 1     |
|     | Hiszpania         | 1     | 0      | 0    | 1     |
|     | Wielka Brytania   | 1     | 0      | 0    | 1     |
| 7.  | Holandia          | 0     | 2      | 2    | 4     |
| 8.  | Francja           | 0     | 1      | 1    | 2     |
| 9.  | Stany Zjednoczone | 0     | 0      | 2    | 2     |
| 10. | Belgia            | 0     | 0      | 1    | 1     |
|     | Dania             | 0     | 0      | 1    | 1     |
|     | Kanada            | 0     | 0      | 1    | 1     |
|     | Łotwa             | 0     | 0      | 1    | 1     |
|     | Nowa Zelandia     | 0     | 0      | 1    | 1     |